# 澳廣視普通話新聞
《普通話新聞》是澳門廣播電視股份有限公司新聞及資訊部製作的新聞節目。

## 節目歷史
- 1990年中期開播，初期節目長10分鐘，1993年至不詳時間節目一度在晚上11時05分播出。
- 2000年起，節目改為晚上10時播出至今，節目延長至30分鐘。
- 2011年6月1日，節目更換片頭和包裝。
- 2012年4月24日，因澳廣視高清新聞演播室啟用，原《澳門早晨》環節的普通話新聞改為於《早晨新聞》時段內07:30-07:43播出。
- 2013年起，節目更換包裝，同時片頭和間場顯示為《澳視新聞》，直至2021年1月12日。
- 2019年中，節目更換包裝。[1]
- 2020年7月，由於新聞演播室進行裝修和翻新，節目改為在固定攝影棚中播出。[2]
- 2021年1月13日，新聞演播室完成裝修和翻新並重新啟用，同時節目更換全新包裝，晚間版節目恢復片頭和間場《普通話新聞》的顯示。[3]

## 播映頻道及時間
- 早間版

| 日子       | 時間        | 播出頻道           | 備註                                                          |
| ---------- | ----------- | ------------------ | ------------------------------------------------------------- |
| 星期一至六 | 07:30-07:43 | 澳視澳門、澳門資訊 | 為《澳廣視早晨新聞》的一個環節，2020年2月中旬起改為錄播節目。 |

- 晚間版

| 日子 | 時間        | 播出頻道           | 備註 |
| ---- | ----------- | ------------------ | ---- |
| 每天 | 22:00-22:30 | 澳視澳門、澳門資訊 |      |
| 每天 | 00:45-01:15 | 澳門資訊           | 錄播 |
| 每天 | 02:30-03:00 | 澳視澳門           | 錄播 |

## 主播
- 常規主播：張鐘翔、何涵琨、朱一丹、劉艷萍、張筱凡、袁莉萍、周葉、張恩嘉、章嵐、郭永波
- 特別主播：韓志聰、劉婧

## 即時手語傳譯
由2010年起，早上的《普通話新聞》時段增設手語傳譯，但2012年4月23日起改為於《早晨新聞》第四節的其中一個環節，並由當時起不再設手語傳譯。

## 特殊安排
- 如颱風襲澳，如澳門發出八號或以上風球，澳門資訊頻道將會取消午夜重播安排。
- 如澳門出現疫情，如8月上旬一家四口染疫事件和9月下旬醫觀酒店人員受感染事件，民防進入即時預防狀態首日和進行全民核酸檢測計劃期間，澳門資訊頻道將會取消午夜重播安排。

- 2020年8月17日，因颱風海高斯襲澳，晚間版主播臨時改為粵語新聞主播劉婧主持，翌日早上版改為於晚間版節目中進行節錄並顯示為錄播。
- 2021年1月21日，因直播《特別新聞》報道海外澳門居民經東京返回澳門的情況延時，《普通話新聞》改為錄播。於1月22日午夜12時於澳視澳門首播，澳門-MACAU暫停播出，澳門資訊原重播時間改為首播。
- 2021年8月27日至9月10日期間，因進行2021年澳門立法會選舉競選宣傳，澳門資訊《晚間新聞》重播延至00:55播出。
- 2021年9月25日至9月27日及10月5日至6日期間，因澳門出現多宗關於「保安群組」和「裝修群組」感染2019冠狀病毒病個案，澳門資訊頻道取消重播安排。
- 2022年2月3日，因直播澳門農曆新年花車巡遊匯演和澳門農曆新年煙花表演超時，澳視澳門《普通話新聞》播出時間改為當天晚上12時，澳門資訊播出時間不變。
- 2022年2月4日，因直播2022年冬季奧林匹克運動會開幕式超時，澳視澳門《普通話新聞》播出時間改為當天晚上12時，澳門資訊播出時間不變。
- 2022年7月1日，因播出《颱風消息》節目超時，《普通話新聞》節目延至晚上10時14分播出，並於晚上10時30分結束。
- 2023年4月18日，因行政長官賀一誠出訪歐洲三國並召開新聞發佈會，《普通話新聞》節目改於凌晨0時45分在澳門資訊頻道錄影播出，澳視澳門顯示暫停播映。
- 2024年9月5日，受超強颱風摩羯影響，澳門於當天晚上10時正式發出八號風球宣佈進入“即時預防狀態”，配合《颱風消息》節目播放，《普通話新聞》節目延至晚上10時15分播出，並於晚上10時30分結束。[4]